# Lopwoestijn
De Lopwoestijn is een woestijn die zich uitstrekt van Korla in het westen tot aan het endoreïsche Tarimbekken in de Chinese autonome regio Xinjiang in het oosten. Het is een bijna perfect vlak gebied zonder topografisch reliëf. Het Bostenmeer in het noordwesten ligt op een hoogte van 1.030 tot 1.040 m, terwijl de Lob Nuur in het zuidoosten slechts 250 m lager ligt.
De woestijn ligt in een sedimentbekken dat in het Plioceen van het Taklamakan-bekken werd gescheiden en naar het oosten werd verlaagd door een tektonische dip-slip breuk. De rivieren Tarim en Konqi stroomden vroeger in de riftvallei tussen beide bekkens naar het zuiden tot ze rond 1971 opdroogden bij Tikanlik. De weg 218 van Korla naar Qakilik volgt de rivierbeddingen. De woestijn wordt in het westen begrensd door deze weg, in het noorden door het Kuruk Tagh gebergte, in het oosten door het Bei Shan gebergte (tussen Barkol Tagh en Bogdashan), in het zuidoosten door de Kumtagwoestijn en in het zuiden door de Aqikkolvallei.

## Geografie

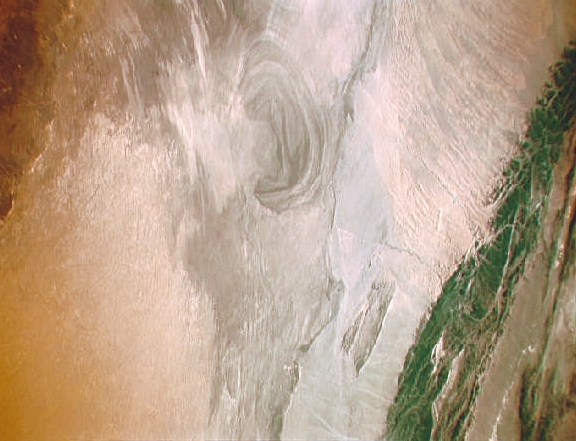
Satellietfoto van de Lopwoestijn met het bekken van de voormalige Lob Nuur-zee. De oorvormige depressie is het opgedroogde bekken van Lob Nuur.

De Lopwoestijn is over het algemeen vlak, maar heeft drie iets lager gelegen gebieden die meren zouden kunnen vormen als ze met water gevuld zouden zijn: het opgedroogde bekken van Lob Nuur, het opgedroogde bekken van Kara-Koshun en het bekken van het Taitemameer. Deze vormden ooit de eindmeren van het Tarim-Konque-Qarqan-riviersysteem. De Tarimrivier verandert in de loop van de tijd van loop, waardoor ook de locatie van het eindmeer verandert. Dit zorgde bij de vroege ontdekkingsreizigers voor enige verwarring over de exacte locatie van Lob Nuur, waardoor het meer ook wel het “zwervende meer” werd genoemd.
In het verleden was Lob Nuur een enorm moeras in het oostelijke deel van Xinjiang. Nu is het gebied een uitgestrekte, ononderbroken vlakte van klei vermengd met zand. De klei, meestal geel of geelgrijs van kleur, is hard en dik bezaaid met fijn grind. Er zijn plateaus, afgeplatte richels en tafelvormige massa's van geconsolideerde klei (yardangs) die duidelijk gedefinieerde lagen vormen, soms drie verdiepingen hoog, terwijl hun verticale vlakken door de wind zijn afgesleten en vaak ondergraven. De formaties zelf worden gescheiden door parallelle geulen of windgroeven, 6 tot 20 voet diep, allemaal gebeeldhouwd in de richting van de overheersende noordoostelijke tot zuidwestelijke wind. Er is geen stuifzand of zandduinen, behalve in het zuiden richting de uitlopers van de Altyn Tagh.

## Klimaat
Het klimaat van de Lop-woestijn is extreem droog. Een onderzoek uit 1984 geeft een gemiddelde jaarlijkse neerslag van over het algemeen minder dan 20 mm, terwijl in een ander onderzoek uit 2008 een neerslag van 31,2 mm werd geregistreerd. In het depressiecentrum onder 800 m hoogte kan de droogte naar verwachting nog veel extremer zijn. De relatieve luchtvochtigheid daalde vaak tot nul, met luchttemperaturen tot wel 50 °C. De jaarlijkse verdamping werd in 1984 geschat op 1.000 mm tot 1.500 mm, wat betekent dat een meer met een waterdiepte van ongeveer 2 m binnen minder dan twee jaar zal opdrogen als het volledig wordt afgesneden van zijn toevoerbron. In 2008 werd de jaarlijkse verdamping gerapporteerd als 2.901 mm.
Historisch gezien waren er periodes waarin het gebied gunstiger was voor landbouw en bewoning dan vandaag de dag. Studies hebben aangetoond dat het gebied sinds het einde van het Pleistoceen zeven grote klimaatveranderingen heeft ondergaan.

## Lob Nuur
Er zijn talrijke aanwijzingen die wijzen op de aanwezigheid van een uitgestrekt meer in deze regio, dat nu volledig is uitgedroogd. Deze aanwijzingen omvatten met zout bevlekte depressies die eruitzien als een meer; sporen van vroegere oevers van het meer, min of meer parallel en concentrisch; de aanwezigheid op sommige plaatsen van grote hoeveelheden schelpen van zoetwaterweekdieren (soorten van Lymnaea en Planorbis); het bestaan van rijen dode populieren; stukken dode tamariskbomen en uitgestrekte bedden van verdorde rietstengels, die zich altijd bovenop de yardangs bevinden en nooit in de door de wind uitgesleten groeven.
In het Boek van de Han (een geschiedenis van China voltooid in 111), waar het Puchang Hai (蒲昌海) werd genoemd, werd gesuggereerd dat het meer van grote omvang was, met een afmeting van 300 tot 400 li, ongeveer 120-160 km, in lengte en breedte. In Shiji werd het ook Yan Ze (鹽澤) genoemd, wat ‘zoutmoeras’ betekent, wat erop wijst dat het meer zout was. Tegen de Qing-dynastie was het meer al aanzienlijk gekrompen. In de tweede helft van de negentiende eeuw was het verplaatst naar Kara-Koshun, maar in 1921 keerde het door menselijk ingrijpen weer terug naar Lob Nuur. Door de bouw van dammen door Chinese garnizoenen in de twintigste eeuw werd het water uit de rivieren die Lob Nuur voedden geblokkeerd en is het nu voornamelijk een zoutvlakte. Het opgedroogde Lob Nuur-bekken is bedekt met een zoutkorst van 0,3 tot 1 m dik.

## Flora en fauna
De natuurlijke vegetatie is schaars in de regio en arm aan soorten. Een wetenschappelijke expeditie naar de Lob Nuur-regio in 1979-1982 verzamelde slechts 36 plantensoorten, behorend tot 13 families (voornamelijk Chenopodiaceae en Compositae) en 26 geslachten. De expeditie verzamelde ook slechts 127 diersoorten (23 zoogdieren, 91 vogels, 7 reptielen en 1 amfibie).
Archeoloog Sven Hedin, die aan het einde van de negentiende en in de twintigste eeuw door de regio reisde, kon per boot de rivieren opvaren naar het meer en zag daar een grote verscheidenheid aan wilde dieren. Veel wilde dieren, zoals tijgers, wolven en wilde zwijnen, die door eerdere ontdekkingsreizigers waren aangetroffen, zijn nu echter verdwenen. Desondanks is het nog steeds een van de laatste toevluchtsoorden voor wilde kamelen (Camelus ferus) in de wereld. Deze wilde kamelen zijn te vinden in de rietoases aan de noordrand van de woestijn. Populierenbossen en tamariskstruiken waren vroeger wijdverspreid langs de lagere Tarimriviervallei en vormden de zogenaamde “Groene Corridor”, maar sinds 1972 is de lagere Tarimrivier door de bouw van dammen aan het opdrogen, waardoor deze bossen en struiken sterk zijn aangetast en sommige zelfs zijn verdwenen. Het Lop Nur Wild Camel National Nature Reserve werd in 2001 opgericht om de wilde kamelen en andere wilde dieren in de regio te beschermen.

## Zandstormen
De hele regio wordt kaalgeveegd door de verschrikkelijke zandstormen (boerons) in de lentemaanden en doordat de door de wind meegevoerde zanddeeltjes werken als een zandstraal. Door de erosie van de rotsen ontstaan yardangs. De woestijn zelf wordt afgesleten, gladgeschuurd, geërodeerd en volledig weggevoerd naar het netwerk van meren waarin de Tarimrivier meandert. Het zand waait ook over de lagere, voortdurend verschuivende waterwegen van de Tarimrivier en zet zich af op gigantische duinen die het oostelijke uiteinde van de Taklamakanwoestijn verstikken. Het extreme weer en de voortdurend verschuivende zandduinen hebben geleid tot de dood van honderden mensen.